# Наро
Наро (італ. Naro, сиц. Naru) — муніципалітет в Італії, у регіоні Сицилія,  провінція Агрідженто.
Наро розташоване на відстані близько 530 км на південь від Рима, 100 км на південний схід від Палермо, 19 км на схід від Агрідженто.
Населення — 7906 осіб (2014).

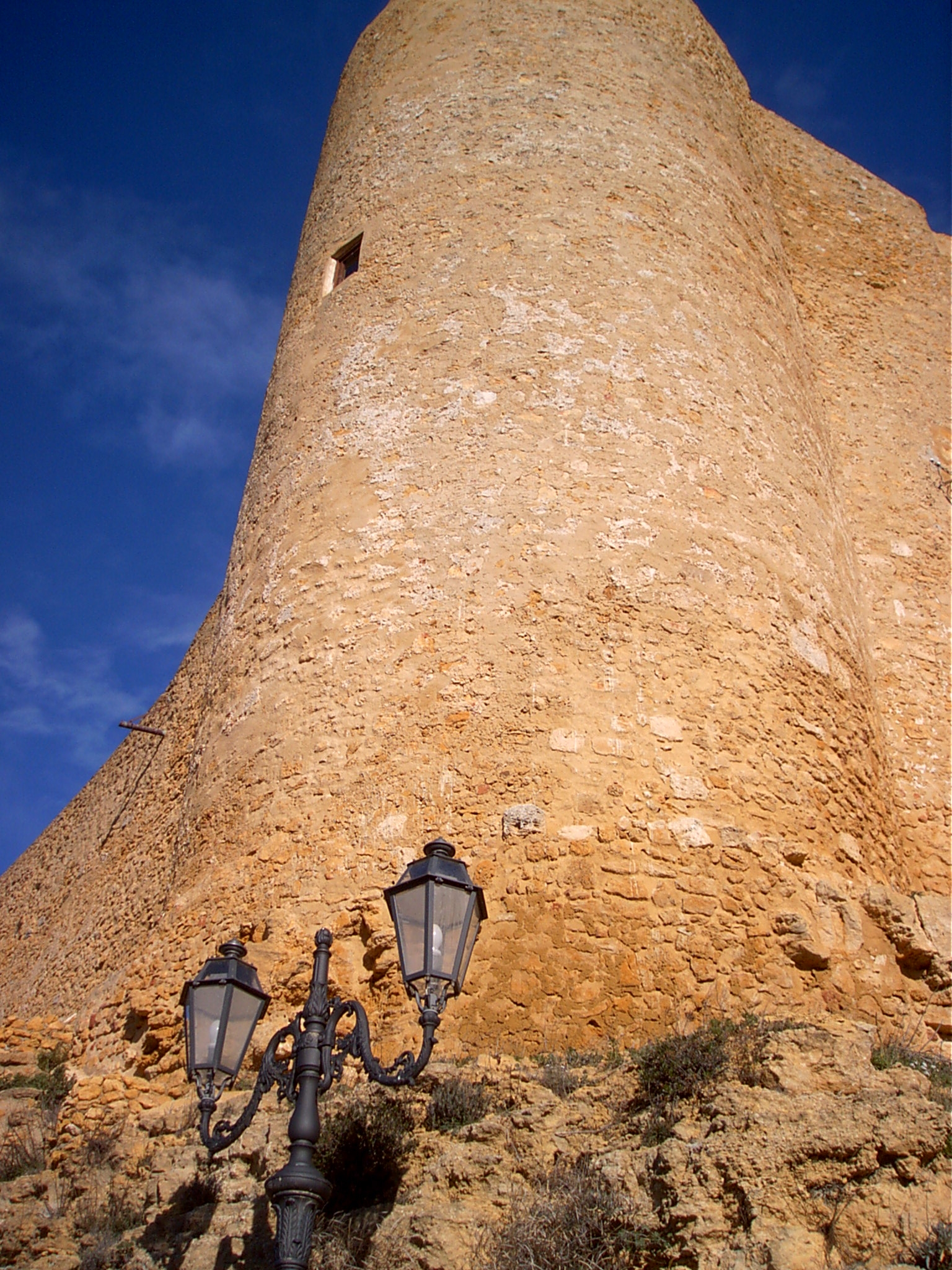

Щорічний фестиваль відбувається 18 червня. Покровитель — San Calogero.

## Демографія
Населення за роками:

Станом на 1 січня 2023 року в муніципалітеті офіційно проживали 503 іноземці з 33 країн, серед них 311 громадян країн Євросоюзу та 1 громадянин України.

## Сусідні муніципалітети
- Агрідженто
- Кальтаніссетта
- Камастра
- Кампобелло-ді-Ліката
- Канікатті
- Кастрофіліппо
- Делія
- Фавара
- Ліката
- Пальма-ді-Монтек'яро
- Равануза
- Сомматіно